# オリヴァー・プラット
オリヴァー・プラット（Oliver Platt, 1960年1月12日 - ）は、カナダ・オンタリオ州出身の俳優。

## 来歴
1960年にカナダオンタリオ州ウィンザーに生まれる。両親はアメリカ人であり、母シエラは社会福祉援助技術のソーシャル・ワーカーとして働き、父親のニコラスは外交官だった。父はパキスタン、ザンビア、フィリピンにおいて大使も務めた。そのこともあり、プラットはアジア諸国を中心に12個もの学校を転々とした。また一時期父親が日本にも外交官として赴任したことがあり、プラット自身もごく短い間ではあるが日本で過ごした。日本滞在中はアメリカンスクール・イン・ジャパンに在籍した。家族が帰国後も父はまだ日本にいたため、夏休みになると東京へ遊びに来ていたという。なお、インタビューにおいてかつて住んだことのある国で最も好きだったのは「東京」と答えており、日本限定で発売されていたバスキン・ロビンスの“抹茶アイスクリーム”が大好物だったと語っている。
その後家族はワシントンD.C.へ移り、9歳の時にジョン・F・ケネディ・センターで見た舞台をきっかけに役者を目指すようになる。その舞台には若き日のモーガン・フリーマンが立っていた。高校卒業後は本格的に役者を目指してタフツ大学へ進学して演技を専攻。同期にはハンク・アザリアがおり、現在も親交があるという。さらにボストンのShakespeare & Companyに参加して舞台に立つようになる。ニューヨークへ移った後は、オフ・ブロードウェイなどで着々とキャリアを重ねていった。少ししてビル・マーレイと知り合い、マーレイがプラットを映画監督のジョナサン・デミに紹介したことから『愛されちゃって、マフィア』で映画デビューを果たした。その後も様々な話題作に出演を続け、コメディからシリアスな映画まで様々な役柄を演じる個性派俳優としての地位を築いた。1992年にはカミーラ・キャンベルと結婚。現在は3児の父親でもある。
プラットの家族構成ではアダムという名の弟がおり、『ニューヨーク・マガジン』でレストラン評論家として活躍している。アダムもオリヴァーと共にアジア各国に住んだことがあり、オリヴァーと同様、日本滞在中にはアメリカンスクール・イン・ジャパンへ在籍した。
母方の遠い親戚にダイアナ妃がいる。

## 主な出演作品

### 映画
| 公開年 | 邦題 原題                                                                       | 役名                       | 備考                                         |
| ------ | ------------------------------------------------------------------------------- | -------------------------- | -------------------------------------------- |
| 1988   | クルーソー Crusoe                                                               | ニュービー                 |                                              |
| 1988   | 愛されちゃって、マフィア Married to the Mob                                     | エド                       |                                              |
| 1988   | ワーキング・ガール Working Girl                                                 | ラッツ                     |                                              |
| 1990   | フラットライナーズ Flatliners                                                   | ランディ                   |                                              |
| 1990   | ハリウッドにくちづけ Postcards from the Edge                                    | ニール                     |                                              |
| 1992   | ベートーベン Beethoven                                                          | ハーヴェイ                 |                                              |
| 1992   | ミッドナイト・スティング Diggstown                                              | フリッツ                   |                                              |
| 1993   | 派遣秘書 The Temp                                                               | ジャック                   |                                              |
| 1993   | 幸福の条件 Indecent Proposal                                                    | ジェレミー                 |                                              |
| 1993   | 三銃士 The Three Musketeers                                                     | ポルトス                   |                                              |
| 1993   | 妹の恋人 Benny & Joon                                                           | エリック                   |                                              |
| 1995   | トール・テイル/パラダイス・ヴァレーの奇跡 Tall Tale                             | ポール                     |                                              |
| 1995   | ファニー・ボーン/骨まで笑って Funny Bones                                       | トミー                     |                                              |
| 1995   | ネオナチへの潜入/あるジャーナリストの闘い The Infiltrator                       | Yaron                      | テレビ映画                                   |
| 1996   | エグゼクティブ・デシジョン Executive Decision                                   | デニス・ケイヒル           |                                              |
| 1996   | 評決のとき A Time to Kill                                                       | ハリー                     |                                              |
| 1998   | 娼婦ベロニカ Dangerous Beauty                                                   | マフィオ・ベニエ           |                                              |
| 1998   | ブルワース Bulworth                                                             | デニス・マーフィー         |                                              |
| 1998   | インポスターズ The Impostors                                                    | モーリス                   |                                              |
| 1998   | ドクター・ドリトル Doctor Dolittle                                              | マーク・ウェラー           |                                              |
| 1998   | サイモン・バーチ Simon Birch                                                    | ベン・グッドリッチ         |                                              |
| 1999   | U.M.A レイク・プラシッド Lake Placid                                            | ヘクター・サイア           |                                              |
| 1999   | スリー・トゥ・タンゴ Three to Tango                                             | ピーター                   |                                              |
| 1999   | アンドリューNDR114 Bicentennial Man                                             | ルパート・バーンズ         |                                              |
| 2000   | ガンシャイ Gun Shy                                                              | フルヴィオ                 |                                              |
| 2000   | ヘッド・ロック GO!GO!アメリカン・プロレス Ready to Rumble                       | ジミー・キング             |                                              |
| 2001   | サウンド・オブ・サイレンス Don't Say a Word                                     | ルイス・サックス医師       |                                              |
| 2002   | スナイパー Liberty Stands Still                                                 | ヴィクター・ウォレス       |                                              |
| 2002   | ロード・トゥ・ヘル Ash Wednesday                                                | モラン                     |                                              |
| 2003   | エイプリルの七面鳥 Pieces of April                                              | ジム                       |                                              |
| 2003   | スプリング・ガーデンの恋人 Hope Springs                                         | ダグ・リード               |                                              |
| 2004   | 愛についてのキンゼイ・レポート Kinsey                                           | ハーマン・ウェルズ         |                                              |
| 2005   | バイバイ、ママ Loverboy                                                         | ミスター・ポメロイ         |                                              |
| 2005   | アイス・ハーヴェスト 氷の収穫 The Ice Harvest                                   | ピート                     |                                              |
| 2005   | カサノバ Casanova                                                               | パプリッツィオ             | ニューヨーク映画批評家協会賞 助演男優賞 受賞 |
| 2007   | 幸せになるための10のバイブル The Ten                                            | マーク                     |                                              |
| 2008   | フロスト×ニクソン Frost/Nixon                                                   | ボブ・ゼルニック           |                                              |
| 2009   | 紀元1年が、こんなんだったら!? Year One                                          | 司祭長                     |                                              |
| 2009   | 2012                                                                            | カール                     |                                              |
| 2010   | ジュリエットからの手紙 Letters to Juliet                                        | 雑誌編集者ボビー           | クレジットなし                               |
| 2010   | ラブ & ドラッグ Love and Other Drugs                                            | ブルース                   |                                              |
| 2011   | X-MEN:ファースト・ジェネレーション X-Men: First Class                           | 黒服の男                   |                                              |
| 2012   | ライジング・ドラゴン 十二生肖                                                   | ローレンス                 |                                              |
| 2012   | ジンジャーの朝 〜さよなら、わたしが愛した世界 Ginger & Rosa                     | 活動家                     |                                              |
| 2013   | オズ めざせ!エメラルドの国へ Legends of Oz: Dorothy's Return                    | フクロウのワイザー         | 声の出演                                     |
| 2013   | かぐや姫の物語 The Tale of the Princess Kaguya                                  | 阿部右大臣                 | 声の出演（英語吹き替え）                     |
| 2013   | Lucky Them                                                                      | Giles                      |                                              |
| 2014   | シェフ 三ツ星フードトラック始めました Chef                                      | ランゼイ・ミッチェル       |                                              |
| 2014   | Kill the Messenger                                                              | Jerome Ceppos              |                                              |
| 2014   | カットバンク Cut Bank                                                           | ジョー・バレット           |                                              |
| 2014   | ロビン・ウィリアムズのクリスマスの奇跡 A Merry Friggin' Christmas               | Hobo Santa                 |                                              |
| 2015   | ワン・モア・タイム One More Time                                                | アラン                     |                                              |
| 2015   | BESSIE/ブルースの女王 Bessie                                                    | カール・ヴァン・ヴェクテン | テレビ映画                                   |
| 2015   | Frank and Cindy                                                                 | フランク・ガルシア         |                                              |
| 2016   | クレンズ・フレンズ The Cleanse                                                  | ケン・ロバーツ             |                                              |
| 2016   | ルイの9番目の人生 The 9th Life of Louis Drax                                    | Dr.ペレーズ                |                                              |
| 2016   | ハリウッド・スキャンダル Rules Don't Apply                                      | フォレスター氏             |                                              |
| 2017   | ワンダー・ウーマンとマーストン教授の秘密 Professor Marston and the Wonder Women | マックス・ゲインズ         |                                              |
| 2020   | もう終わりにしよう。 I'm Thinking of Ending Things                              | The Voice                  | 声の出演                                     |

### テレビシリーズ
| 放映年    | 邦題 原題                                      | 役名                               | 備考               |
| --------- | ---------------------------------------------- | ---------------------------------- | ------------------ |
| 2001-2005 | ザ・ホワイトハウス The West Wing               | オリヴァー・バビッシュ主席法律顧問 | 8エピソードに出演  |
| 2004-2006 | HUFF〜ドクターは中年症候群 Huff                | ラッセル                           | 25エピソードに出演 |
| 2007-2008 | NIP/TUCK マイアミ整形外科医 Nip/Tuck           | フレディ・プルーン                 | 4エピソードに出演  |
| 2010-2013 | キャシーのbig C -いま私にできること- The Big C | ポール・ジェイミソン               | 40エピソードに出演 |
| 2014      | FARGO/ファーゴ Fargo                           | スタヴロス・マイロス               | 5エピソードに出演  |
| 2015-2017 | シカゴ・ファイア Chicago Fire                  | Dr.ダニエル・チャールズ            | 7エピソードに出演  |
| 2015-2016 | シカゴ P.D. Chicago P.D.                       | Dr.ダニエル・チャールズ            | 8エピソードに出演  |
| 2015-     | シカゴ・メッド Chicago Med                     | Dr.ダニエル・チャールズ            | メインキャスト     |
| 2017      | Chicago Justice                                | Dr.ダニエル・チャールズ            | 2エピソードに出演  |
| 2022-     | 一流シェフのファミリーレストラン The Bear      | ジミー叔父                         | リカーリング       |